# Vladimir Golubničij
Vladimir Stepanovič Golubničij (in russo Владимир Степанович Голубничий?; in ucraino Володимир Степанович Голубничий?, Volodymyr Stepanovyč Holubnyčyj; Sumy, 2 giugno 1936 – Sumy, 16 agosto 2021) è stato un marciatore sovietico proveniente dall'Ucraina, specialista nei 20 km.

## Biografia
Ai Giochi della XVII Olimpiade vinse l'oro nei 20 km di marcia ottenendo un tempo migliore dell'australiano Noel Freeman (medaglia d'argento) e del britannico Stan Vickers.
Ai Giochi della XIX Olimpiade vinse un altro oro nei 20 km di marcia ottenendo un tempo migliore del messicano José Pedraza (medaglia d'argento) e del sovietico Nikolaj Smaga.
Il 15 settembre 2012 divenne membro della IAAF Hall of Fame.

## Palmarès
| Anno | Manifestazione  | Sede              | Evento       | Risultato | Prestazione | Note |
| ---- | --------------- | ----------------- | ------------ | --------- | ----------- | ---- |
| 1960 | Giochi olimpici | Roma              | Marcia 20 km | Oro       | 1h34'07"2   |      |
| 1962 | Europei         | Belgrado          | Marcia 20 km | Bronzo    |             |      |
| 1964 | Giochi olimpici | Tokyo             | Marcia 20 km | Bronzo    |             |      |
| 1966 | Europei         | Budapest          | Marcia 20 km | Argento   |             |      |
| 1968 | Giochi olimpici | Città del Messico | Marcia 20 km | Oro       | 1h33'58"4   |      |
| 1972 | Giochi olimpici | Monaco            | Marcia 20 km | Argento   |             |      |
| 1974 | Europei         | Roma              | Marcia 20 km | Oro       |             |      |